# Adoniran Barbosa

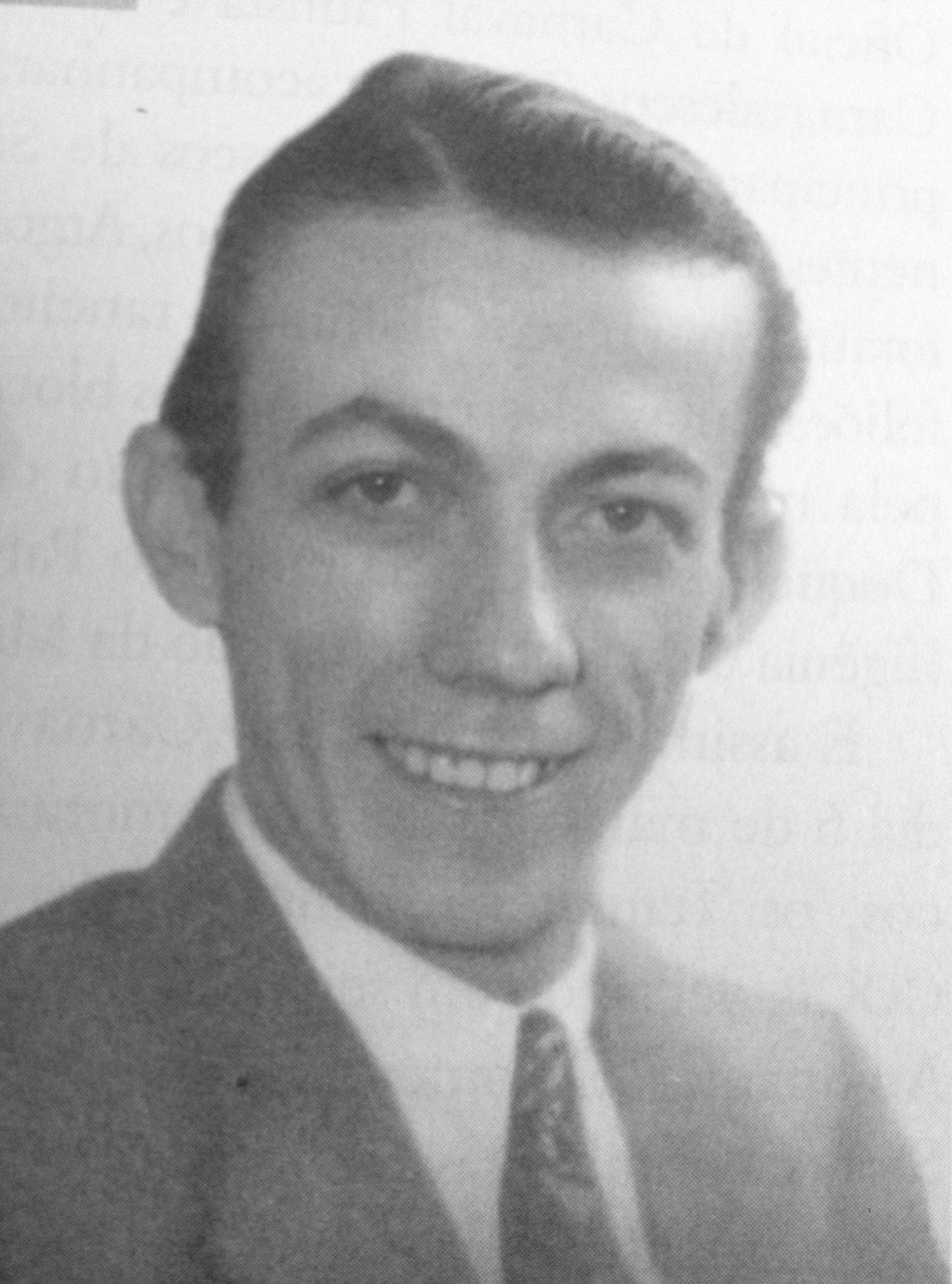
Porträtfoto des jungen Adoniran Barbosa, 1935

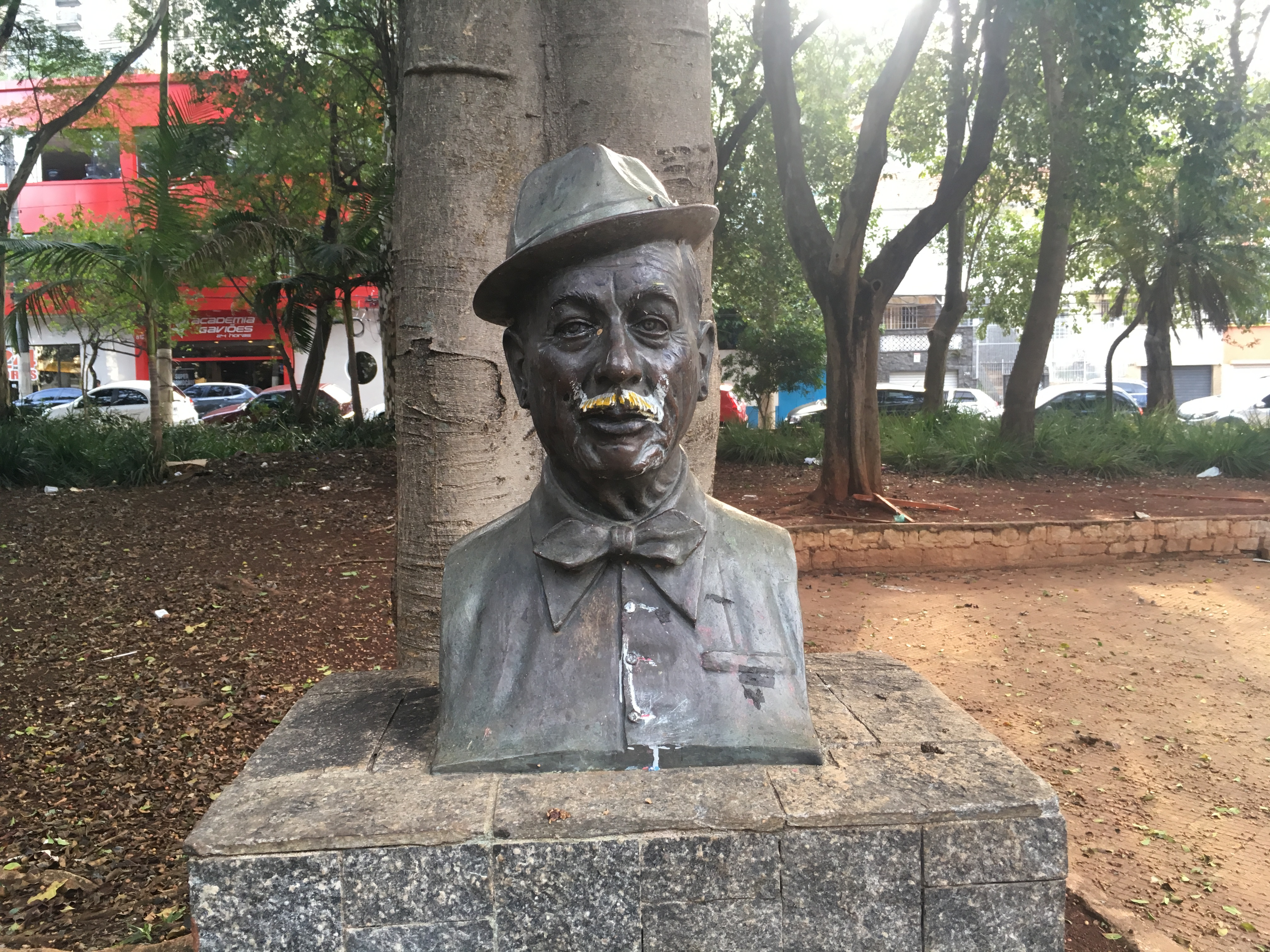
Bronzebüste des Bildhauers Luis Morrone im Zentrumsdistrikt Bela Vista, São Paulo

Adoniran Barbosa (eigentlich João Rubinato; * 6. August 1910 in Valinhos; † 23. November 1982 in São Paulo) war ein brasilianischer Komponist, Schauspieler und Sänger, der für seinen speziellen Kompositionsstil im Bereich der Samba-Musik bekannt war. Dieser Stil wird häufig als charakteristisch für die „Samba Paulista(no)“ angesehen, also eines eigenen Sambastils des brasilianischen Bundesstaates São Paulo bzw. der Stadt São Paulo.
Seine Karriere als Samba-Komponist war stark mit der befreundeten Band Demônios Da Garoa aus São Paulo verknüpft, mit der er über Jahrzehnte eng zusammenarbeitete. So wurden seine heute noch bekannten Sambakompositionen wie Trem das Onze, Saudosa Maloca, Iracema, Samba do Arnesto und Malvina, zuerst durch die Interpretation der Demônios bekannt.
Barbosas Kompositionen waren stark durch „die Sprache des Mannes von der Straße“ geprägt. Mit grammatikalisch häufig fehlerhaftem Portugiesisch, durchsetzt mit italienischen Vokabeln, dokumentierte und kommentierte er auf humoristische Weise das alltägliche Leben in der Großstadt São Paulo, die stark durch seine vielen italienischen Einwanderer geprägt war.

## Leben
Adoniran Barbosa wurde 1910 als João Rubinato in der Stadt Valinhos, nicht weit von Campinas, im Bundesstaat São Paulo in bescheidenen Verhältnissen geboren. Seine Eltern, Emma und Ferdinando Rubinato, waren italienische Einwanderer aus Cavarzere in der Regio Venetien. Schon als Kind arbeitete er, zusammen mit seinem Vater, als Handlanger für eine Eisenbahngesellschaft in Jundiaí und als Lieferbursche. 1924 zog er mit seiner Familie nach Santo André, wo er in einer Fabrik arbeitete. Während seiner Jugend lernte er vor allem durch das Radio die bekannten Sambakünstler seiner Zeit kennen.
Nach einer Reihe von Gelegenheitsjobs, u. a. als Hausangestellter, Anstreicher, Weber und Klempner, erlernte Rubinato in São Paulo das Handwerk der Metallbearbeitung im Liceu de Artes e Ofícios. 1933 kam Rubinato schließlich als Sänger, und später als Discjockey, zum Radiosender Rádio Cruzeiro do Sul in São Paulo. Sein Einstieg gelang ihm mit einer Gesangsinterpretation des Songs Filosofia von Noel Rosa, mit dem er einen der damals beliebten Radio-Nachswuchswettbewerbe für Musiker gewann und einen Vertrag für eine wöchentliche Radioshow von 15 Minuten bekam. Kurz darauf heiratete er seine erste Frau Olga und bekam eine Tochter mit ihr. Die Ehe hielt jedoch weniger als ein Jahr. 1935 feierte er seinen ersten Erfolg als Komponist, als der Marsch Dona Boa, den er zusammen mit José Aimberê geschrieben hatte, den ersten Platz im Karnevalswettbewerb der Stadt São Paulo erreichte. Diese Komposition war gleichzeitig seine erste, die auch aufgenommen wurde – im gleichen Jahr durch Raul Torres für Columbia Records. Zu dieser Zeit nahm Rubinato auch den Künstlernamen Adoniran Barbosa an, als Reverenz an den Sambakomponisten und Sänger Luís Barbosa bzw. an einen ehemaligen Kollegen namens Adoniran, mit dem er vor seiner Karriere zusammengearbeitet hatte.
Anfang der vierziger Jahre wechselte er zum Sender Rádio Record, wo er den Radiomoderator, Komiker und Komponisten Osvaldo Moles (* 1913; † 1982) kennenlernte. Zusammen mit diesem entwickelte er verschiedene Charaktere, die als Grundlage für Sketche und humoristische Radiohörspiele dienten.
Seine erste Rolle als Filmschauspieler hatte Barbosa im Film Pif-Paf von 1945. Später spielte er u. a. in Lima Barretos Spielfilm O Cangaceiro – Die Gesetzlosen, der auf den Internationalen Filmfestspielen in Cannes im Jahr 1953 als bester Abenteuerfilm ausgezeichnet wurde, und in frühen Telenovelas.
1949 heiratete er seine zweite Frau Matilde de Lutiis, die in über 30 Jahren Ehe auch an einigen seiner Kompositionen mitwirkte.
Erst in den siebziger Jahren verfolgte Barbosa auch eine Solokarriere als Sänger und veröffentlichte 1973 sein erstes Album.
Adoniran Barbosa starb am 23. November 1982 im Alter von 72 Jahren. Er hinterließ etwa 90 unveröffentlichte Kompositionen.
Im Jahr des hundertsten Geburtstags Barbosas, im Jahr 2010, wurde eine Städtepartnerschaft zwischen Barbosas Heimatstadt Valinhos und Cavarzere, der Heimatstadt seiner Eltern in Italien, etabliert. Zu diesem Anlass wurde in Cavarzere eine Brücke über die Etsch nach Barbosa benannt.

## Bekannte Kompositionen (Auswahl)
- Malvina, 1951
- Saudosa Maloca, 1951
- Joga a Chave (1952), mit Osvaldo Moles
- Samba do Arnesto, 1953
- Tiro ao Álvaro, 1960
- Trem das Onze, 1964

## Diskografie (Auswahl)
- A Música Brasileira Deste Século – Adoniran Barbosa (1972)
- Seu Último Show (1979), Liveaufnahme

## Filmographie (Auswahl)
- Pif-Paf (1945)
- O Cangaceiro – Die Gesetzlosen (1953)
- Mulher de Verdade (1954)
- A Carrocinha (1955)